# Travemünde

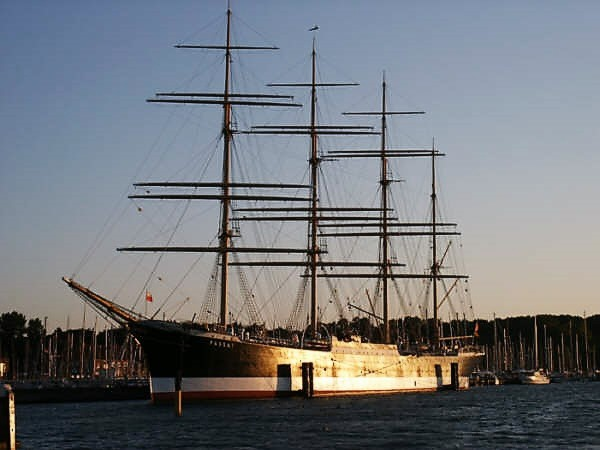
El Passat a Travemünde

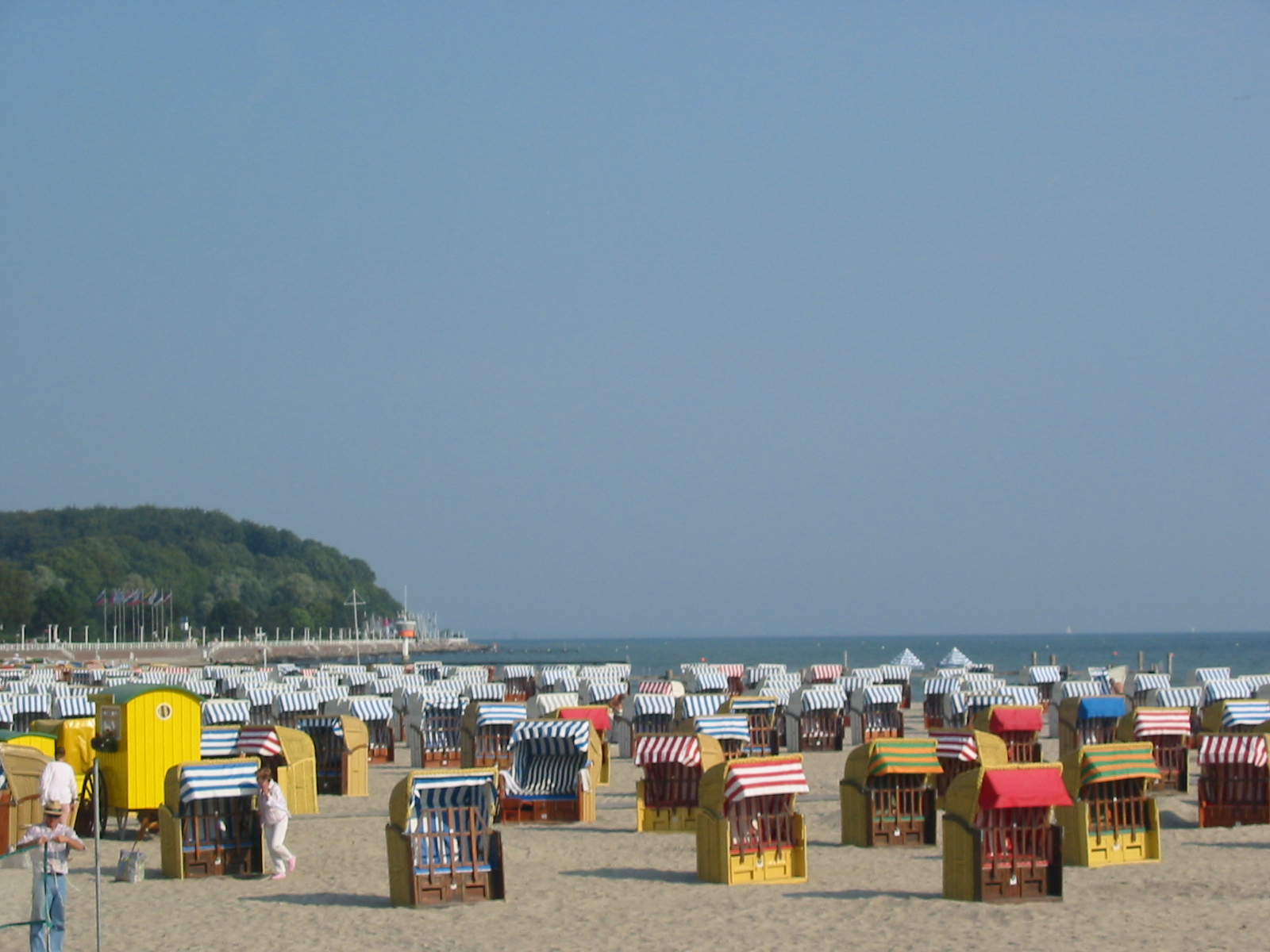
Platja de Travemünde, mostrant les típiques cadires de platja de vímet

Travemünde és una localitat de Lübeck, a Alemanya, situada a la desembocadura del riu Trave a la badia de Lübeck al Mar Bàltic, a 13 km. escassos de Lübeck. És un petit poble, no obstant això, és el major port alemany de transbordadors del Bàltic, i té connexions amb Suècia, Finlàndia, Rússia, Letònia i Estònia.
Va començar com una fortalesa construïda per Enric el Lleó, duc de Saxònia, al segle xii per a protegir la desembocadura del Trave, i els  danesos, la van reforçar. Es va convertir en una ciutat el 1317 i el 1329 va passar a la possessió de la Ciutat Lliure de Lübeck, a la qual pertany des de llavors. La seva fortificació va ser demolida el 1807.
Travemünde ha estat un balneari des de 1802, i el seu far és el més antic de la costa bàltica alemanya, ja que data de 1539. Un altre dels atractius de Travemünde és el  Passat, al Museu dels Vaixells ancorat a la desembocadura del Trave.

## Galeria de fotos

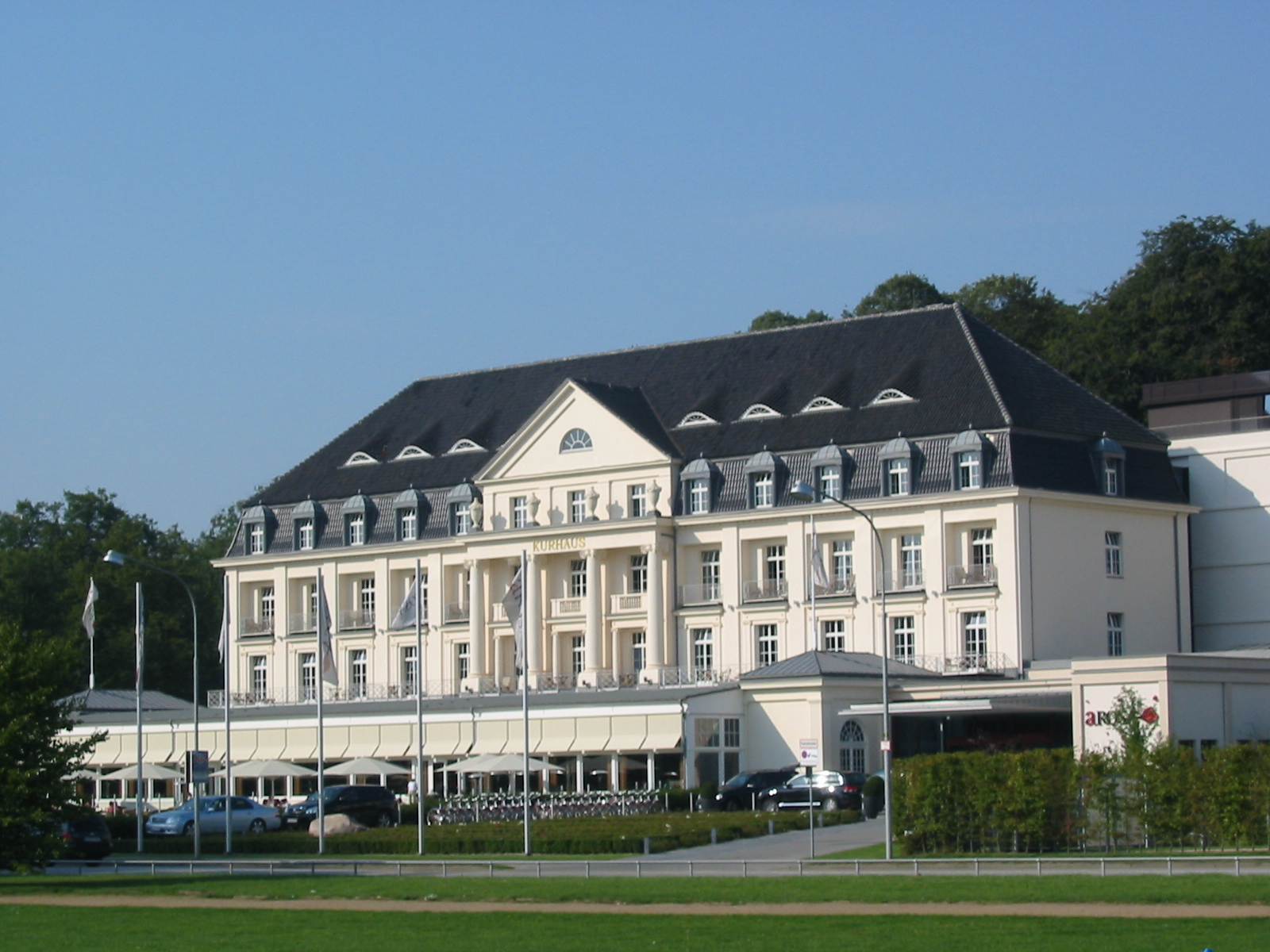
L'hotel Kurhaus, dissenyat per l'arquitecte Joseph Christian Lillie
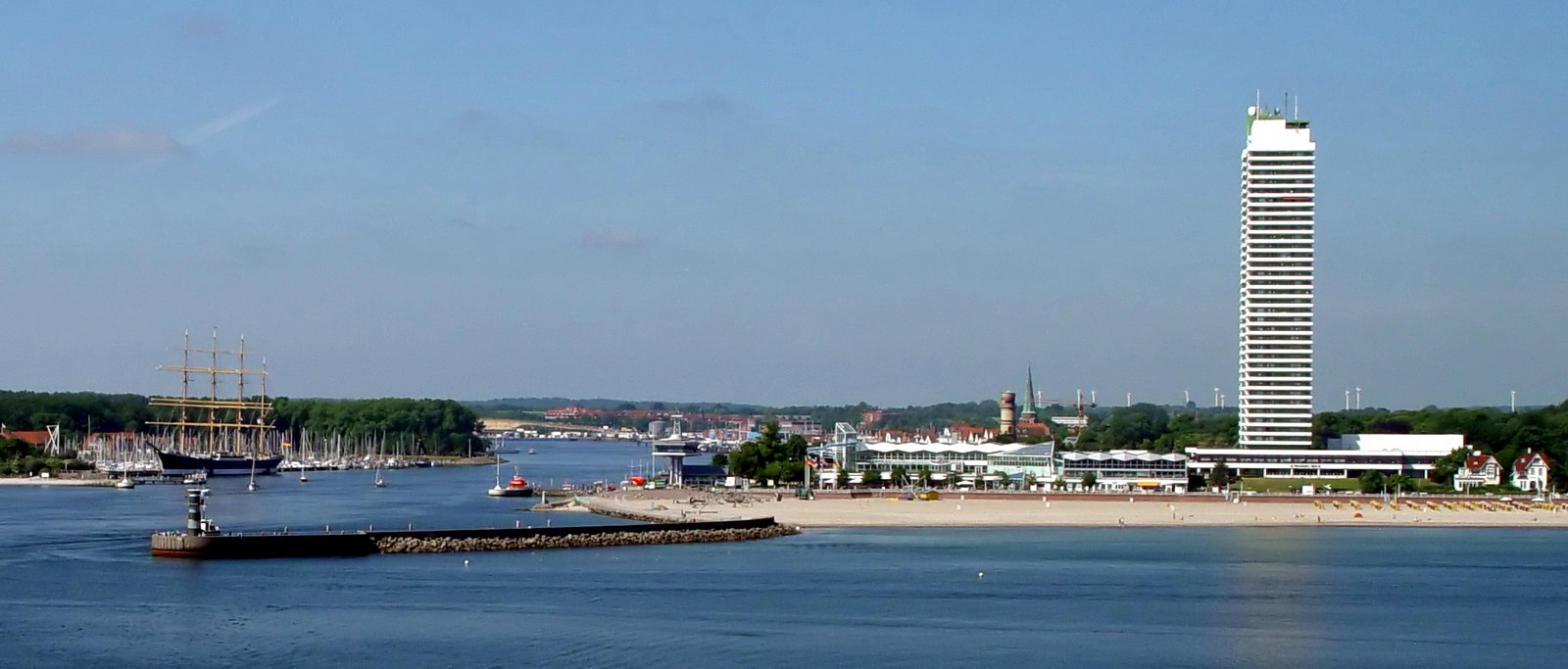
Boca del riu Trave
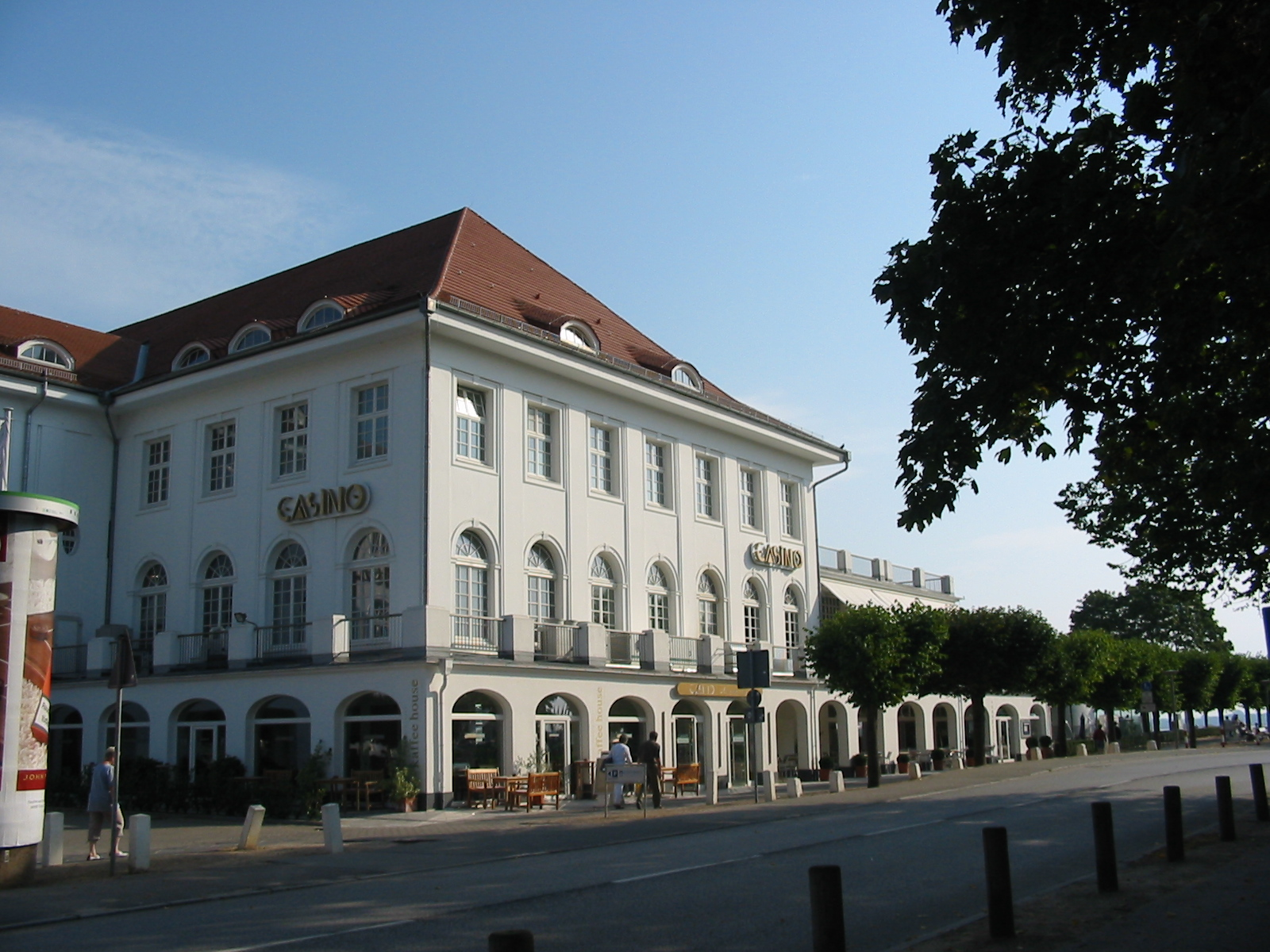
Casino de Travemünde
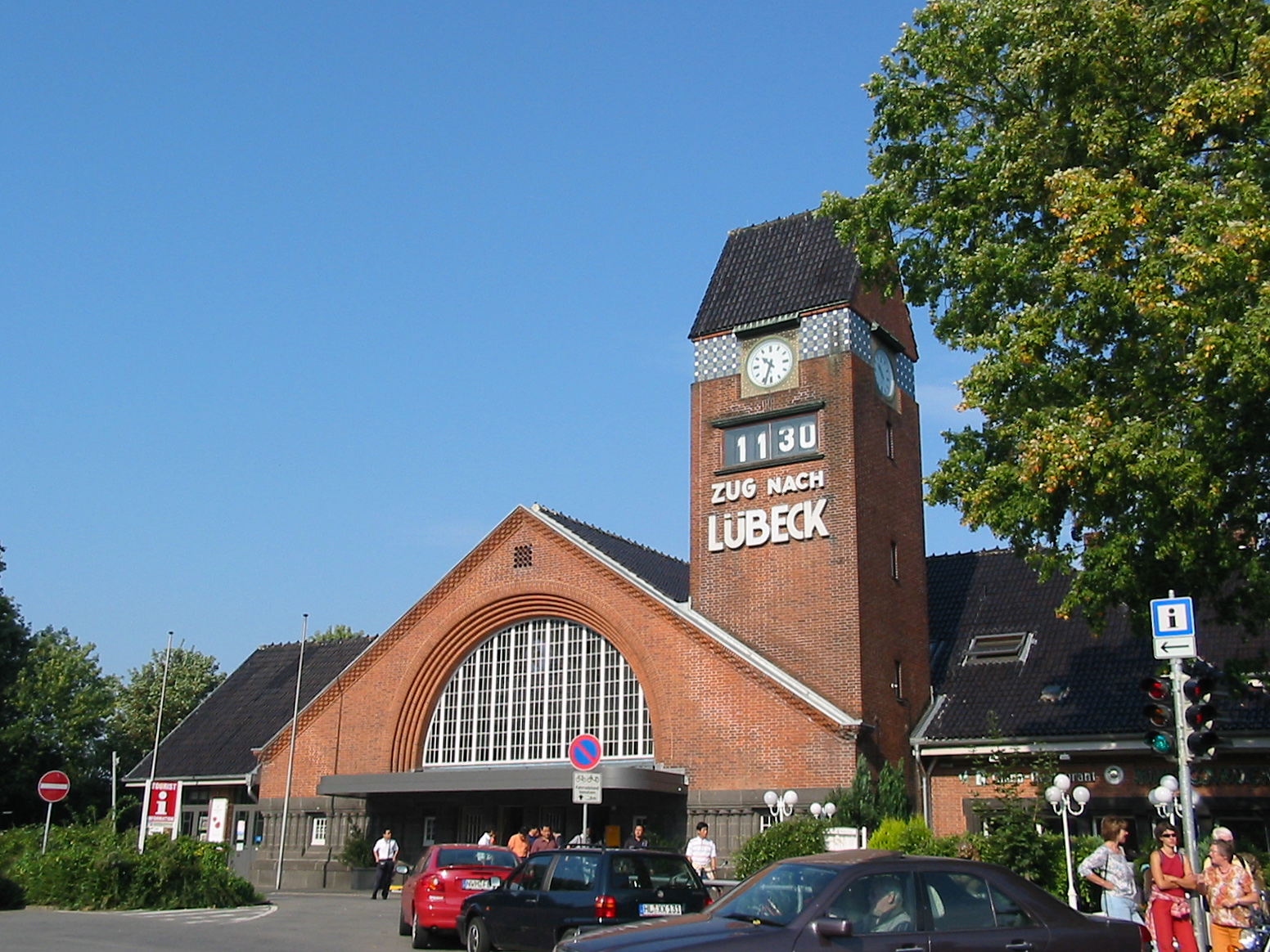
A Travemünde, l'estació de tren mostra l'hora del següent tren cap a Lübeck.